# Балашов, Олег Александрович (регбист)
Олег Александрович Балашов (3 ноября 1945 года, Евпатория — 8 июля 2022, Пенза) — советский и российский регбист и регбийный тренер, заслуженный тренер России (2001).

## Биография

### Ранние годы
Родился 3 ноября 1945 года в Евпатории. В детстве занимался разными видами спорта: плавание, лёгкая атлетика, баскетбол, футбол; был чемпионом Евпатории по плаванию. В 1963 году поступил в Пензенский приборостроительный техникум, в 1964—1967 годах работал техником-электриком в ПНИИУВМ. На заводе «ВЭМ» работал с 1967 по 1993 годы в должности инженера-настройщика (1967—1970), инженера ОТК (1970—1972) и инструктора физкультуры (1972—1990).

### Игровая карьера
7 сентября 1963 года Балашов посетил на стадионе «ЗиФ» показательный матч по регби между московскими клубами «Спартак» и «Аэрофлот». 8 сентября, на следующий день, записался в регбийную команду при заводе «ВЭМ». В команде он был и капитаном, и фактически тренером: его избрал на должность старшего команды некий москвич Кузнецов, который неоднократно приезжал в Пензу в командировки и прекрасно разбирался в правилах регби. Основу команды составляли студенты и рабочие, однако среди них были и отмеченные государственными наградами (например, слесарь-расточник Константин Уришов, кавалер орденов Ленина и Трудового Красного Знамени).
Некоторое время команда находилась в застойном состоянии и очень редко играла, пока в 1969 году после письма в газету «Советский спорт» с командой не связался вице-президент Федерации регби СССР Юрий Дайнеко, внештатный сотрудник газеты. Стараниями Дайнеко команда «ВЭМ» дебютировала на турнире в Обнинске под маркой «Спартака», представлявшего таксопарк. Позже она выступала в первенстве РСФСР, один из финалов которого прошёл в 1971 году в Пензе. В том розыгрыше Балашов в матче против команды Сибирского металлургического института (г. Новокузнецк) получил травму в результате столкновения с Валерием Забеловым, а команда заняла 7-е место.

### Тренерская карьера

#### СССР
Игровую карьеру официально завершил в 1973 году, за год до этого став официально тренером команды и отыграв один год как играющий тренер. Последним турниром для него как игрока стал Кубок ТашПИ. С 1972 по 2008 годы тренировал регбийную команду «ВЭМ», которая позже обрела статус профессиональной и была переименована в «Пензу». В какой-то момент, когда «ВЭМ» ещё был любительским клубом, главный тренер хоккейного «Дизелиста» Пережогин предлагал Балашову должность начальника хоккейной команды, однако из-за того, что он не состоял в партии, занять этот пост для него было невозможным.
В 1989 году команда Балашова выиграла чемпионат РСФСР, выйдя в Первую лигу чемпионата СССР, однако трудовой коллектив завода ВЭМ долго спорил, нужно ли участвовать в турнире: в основном против выступали тренеры других заводских команд. В случае принятия положительного решения регбийная команда «ВЭМ» получала бы статус профессионалов, что приводило бы к серьёзному уменьшению зарплаты других тренеров. Однако директор завода Павел Петраш настоял на участии клуба в розыгрыше Первой лиги. В 1990 году команда «ВЭМ» заняла 7-е место в Первой лиге СССР: в шестёрку лучших в Первой лиге команда не смогла пробиться, но обыграла всех конкурентов в матчах за 7—12-е места. В 1991 году команда могла выиграть Первую лигу и попасть в Высшую лигу: в первом матче она обыграла рижский клуб РАФ 6:0, но в ответной встрече проиграла 0:7, пропустив решающий гол после удара из-за центра поля.
Второе место выводило команду в стыковые матчи за право попасть в Высшую лигу, однако пензенцам присудили техническую победу над харьковским клубом ХТЗ. В первом матче состоялась массовая драка, вследствие чего игра толком не завершилась: пожизненную дисквалификацию получил Михаил Легашнев, позже возглавлявший профком ВЭМ. На вторую игру команда Харькова вовсе не прилетела, что и стало поводом присудить пензенцам победу и выход в Высшую лигу СССР. Тем не менее, сыграть в чемпионате СССР команде «ВЭМ» так и не довелось по понятным политическим причинам.

#### Россия
С 1994 года команда «Пенза» выступала уже не под покровительством пензенского завода, переименованного в ПО ЭВТ: Балашову и его помощникам пришлось заниматься мелким бизнесом, чтобы выплачивать игрокам зарплату. Так, он возил продавать товары в Польшу, а на полученные деньги закупал в Москве кроссовки и шоколад, чтобы потом реализовать это на заводе. Иногда ВЭМ давал под реализацию микроволновки: всё, что зарабатывалось с продажи, шло исключительно на содержание команды. В дальнейшем клуб курировала городская администрация, и это позволяло клубу играть в Суперлиге (высший дивизион чемпионата России) и выплачивать зарплату игрокам и тренерам, но все обходились без премий. Неоднократно Балашов вылетал с командой на турниры в США и в ЮАР, поездку оплачивали наиболее богатые люди Пензы, которые летели как туристы: в Вашингтоне на турнире с участием 80 команд, организованном Сенатом США, команда даже заняла 2-е место, а после турнира посетила организованный сенаторами банкет по случаю турнира. В 1998 году команду подкосил дефолт, что привело к уходу игроков в другие клубы. Балашов в связи с урезанием бюджета до 10 млн. рублей (при том, что бюджет «Красного Яра» составлял тогда 200 млн. рублей) предложил автоматически отправить «Пензу» в Высшую лигу (рангом ниже), что привело к возмущению руководителей других клубов Суперлиги. В итоге, по словам Балашова, в дальнейшем в Суперлиге выступал другой коллектив «и по названию, и юридически, и по духу». Однако под его руководством команда успела пять раз стать призёром чемпионата России по регби, выиграть Кубок России в 1999 году и выиграть пять раз чемпионат по регби-7.
В 1995—2000 годах Балашов также был в тренерском штабе сборной России по регби под руководством Владимира Грачёва, в 1996—2000 годах — в тренерском штабе сборной России по регби-7 под руководством Николая Неруша. Среди его воспитанников — игроки сборной России, участвовавшие в первом в истории российского регби чемпионате мира, состоявшемся в 2011 году (одним из них был Александр Янюшкин, автор первой попытки сборной России на чемпионатах мира). В конце 2000 года во время сборов в ЮАР Балашов заболел мышиной лихорадкой и срочно вынужден был покинуть страну, перелетев в Россию с пересадкой в Париже: болезнь способствовала уходу Балашова из сборной. 6 декабря того же года, на фоне ряда перестановок в руководстве союза регбистов России произошла полная смена руководства сборных России по регби-15 и регби-7: ни в одном из тренерских штабов не упоминалось имя Олега Балашова. Пост тренера «Пензы» Балашов покинул в 2008 году после того, как регбийная «Пенза» и регбилиг-клуб «Империя» были объединены в единый регбийный клуб «Империя»: отчасти уходу способствовало и значительное сокращение бюджета команды.
Олег Балашов скончался вечером 8 июля 2022 года. 3 ноября 2022 года посмертно введён в Зал славы российского регби.

### Семья
Был женат. Дети: сын Вадим, дочь Наталья и дочь Анна. Внуки: Артём, Кристина и Михаил.. Вадим выступал в команде «Пенза» и национальной сборной России. Внук Михаил занимается хоккеем с шайбой.

## Достижения тренера[1]
- Чемпионат РСФСР по регби среди молодёжи:
  - Чемпион: 1982, 1983, 1984
- Чемпионат РСФСР по регби:
  - Чемпион: 1989[3]
- Чемпионат России по регби:
  - Серебряный призёр: 1996, 1997
  - Бронзовый призёр: 1998, 2000, 2001
- Высшая лига России по регби:
  - Чемпион: 2007
  - Серебряный призёр: 1991
- Кубок России по регби:
  - Обладатель: 1999
- Чемпионат России по регби-7:
  - Чемпион: 1996, 1997, 2000, 2005, 2006
- Чемпионат России по регби среди молодёжи:
  - Чемпион: 2003, 2004

## Награды и звания
- Памятный знак «Признание города Пензы» (2000, номер 55)[1]
- Почетный знак «За заслуги в развитии физической культуры и спорта» (2001)[1]
- Заслуженный тренер России (2001)[1]
- Памятный знак «За заслуги в развитии города Пензы» (27 сентября 2013)[4]
- Медаль Федерации регби России «За достижения в развитии регби» (2019)